# Хули
Хули су народ који живи у брдовитом крају Нове Гвинеје (Папуа Нова Гвинеја) јужно од речног тока који раздваја острво по дужини и око 200 километара источно од границе са Западним Иријаном. Као и друге популације у регији, Хули преживљавају захваљујући сезонској пољопривреди, гајењем свиња, лову и скупљању шумских плодова, на пример посебне врсте ораха који су богати протеинима.

## Обичаји и традиција
У складу с обичајима других меланежанских племена, и овај народ практикује одвајање женских и мушких животних простора и поделу улога и радних задатака. Жене се брину за децу и узгајање поврћа, а кћери им помажу у гајењу свиња.
Мушка деца напуштају мајчински дом у деветој или десетој години и одлазе да живе са оцем и мушком заједницом. Од тог тренутка више не једу храну коју су скувале жене, а очеви их уче обрађивању земље, лову, борби и поштовању старијих. У време харолија (време мушког „приправништва”) дечаци живе одвојено од заједнице у шуми, где их далоалији (старији неожењени мушкарци) поучавају о племенској митологији, рату, стратегијама преживљавања у шуми и начинима заштите од утицаја духова и жена.
Хули верују у многе духове - даме - што живе на небу, у рекама, шумама и на планинама и контролишу земљу, климу, плодност земље и стоке. Ти духови имају моћ да проузрокују болест и невољу, али њихов утицај може бити смирујући и употребљен у корисне сврхе.
Овај народ верује да жене поседују одређену моћ, звану томија, која може проузроковати болест или смрт. Њихов негативан утицај посебно долази до изражаја у менструалној крви и има велику моћ над мушкарцима па они морају да науче посебне ритуале и технике како би се одбранили.

## Специфичности
Хули се разликују од других народа Нове Гвинеје по бојењу лица на хром-жутој подлози. Познати су и као „људи перика” због импознатих фризура које сваки ратник почиње да прави од сопствене косе приликом припреме за улазак у свет одраслих .
Слично као и афрички народи Бороро и Сурма, мушкарци Хулија проводе велики део времена украшавујући своја тела. Углавном су традиционалним активностима посвећени више него рату, а многи од њих су модерно образовани и говоре енглески, али врло мали број напушта планине.
Хули не наслеђују друштвене улоге, већ статус појединаца зависи од способности или стечених вештина, као што су добар принос из повртњака, ратничко умеће или познавање обредних правила.